# Ngardok-See
Der Ngardok-See liegt im Osten der Insel Babelthuap. Er zählt zur westpazifischen Inselrepublik Palau und gehört zum palauischen Verwaltungsgebiet Melekeok.
Der knapp 500 Meter lange und kaum 100 Meter breite See wird durch eine Halbinsel in nahezu zwei gleich große Seeflächen geteilt. Er bildet den größten natürlichen Süßwassersee in ganz Mikronesien. Über den Ngerdorch River besteht eine Verbindung zum offenen Meer, weswegen hier zahlreiche Salzwasserkrokodile brüten.
Seit 2007 ist der See und das angrenzende Gebiet ein Naturreservat von Palau (Lake Ngardok Nature Reserve).